# Восстание 3 сентября

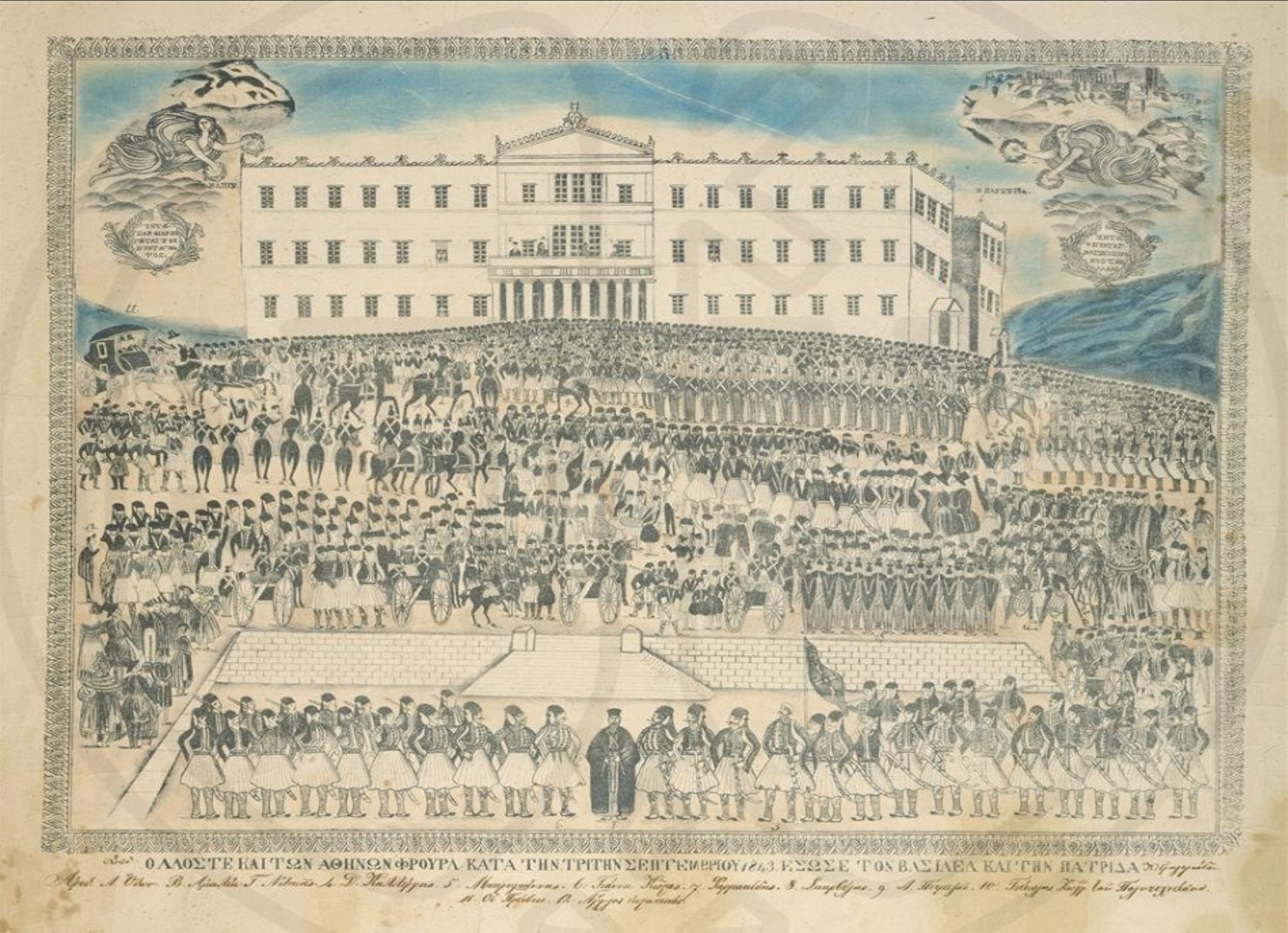
Восстание 3 сентября 1843 года

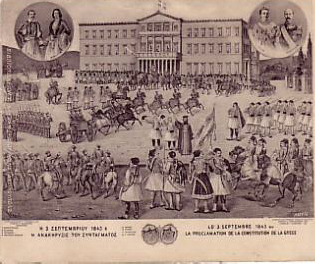
Площадь Синтагма 3 сентября 1843 года

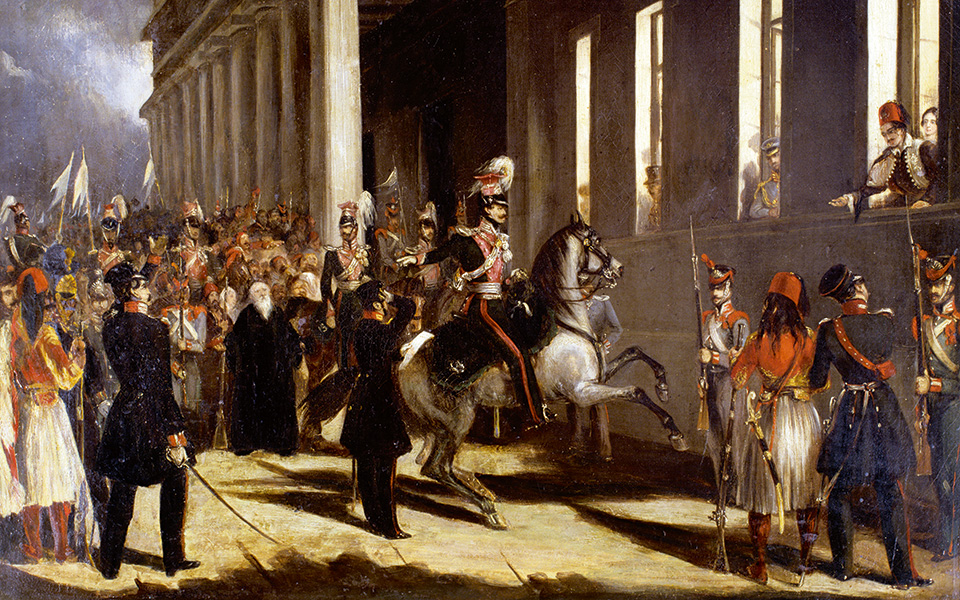
Командир кавалерии полковник Димитриос Каллергис выставляет требования восставших королевскому двору

Восстание 3 сентября 1843 года (греч. Επανάσταση της 3ης Σεπτεμβρίου) — восстание греческой армии в Афинах против абсолютизма правящего короля Оттона Баварского, поддержанное широкими слоями населения. Повстанцы во главе с ветеранами Греческой национально-освободительной войны требовали предоставления Конституции и выезда баварских чиновников, которые доминировали в правительстве страны. Революция имела успех, положив начало новому времени конституционной монархии в Греции.

## Причины
Во время Войны за независимость греческие повстанцы приняли ряд либеральных и прогрессивных конституций, а также выбрали военные временные правительства. С установлением монархии в 1832 году и с началом правления баварского принца Оттона все либеральные институты были ликвидированы. В течение следующих десяти лет Оттон и его регенты сконцентрировали всю полноту власти в своих руках, что вызвало мощную волну недовольства народа, который только освободился от османского ига. Существующий режим греки называли «Баварократией», наподобие предыдущих «Франкократии» и «Туркократии». Наиболее непопулярным решением Оттона было расширение сферы употребления немецкого языка в государственном управлении.
Греческие политики время от времени подстрекали народ положить конец такому положению, а также требовали изгнания в Германию всех баварских чиновников и предоставления Греции Конституции. Одновременно они не ставили под сомнение необходимость существование института монархии. Кроме того, они не стремились навязать монарху свою конституцию, желая, чтобы тот даровал её сам. Эти требования поддерживали единогласно все политические силы страны: все греческие политические партии: французская, английская и русская партии.

## Заговор
Король неоднократно отказывал в удовлетворении этих требований, поэтому радикальные круги решили прибегнуть к заговору. Главным заговорщиками были Макрияннис, Иоаннис, Метаксас, Андреас, Андре Лутос, Константин Зографос, Михаил Сутсос и Ригас Паламидис. Они сумели склонить некоторых чиновников на свою сторону, среди них и полковника Димитриоса Каллергиса — командующего афинской кавалерии, полковника Скарвелиса — командующего афинской пехоты и полковник Спиромилиса — руководителя военной академии.
Таким образом, заговорщики заручились значительной поддержкой армии. Их идея заключалась в том, чтобы действовать очень оперативно, чтобы иметь возможность поставить монарха «перед фактом». Выступление было запланировано на 25 марта 1844 года — годовщину восстания против турецкого господства. Однако удержать планы в секрете не удалось. Яннис Макрияннис, например, пытаясь завербовать все новых и новых заговорщиков, обнаружил заговор. В конце концов было решено выступать в начале сентября 1843 года.

## Восстание
В ночь на 2 сентября 1843 года стало известно, что имена заговорщиков уже известны полиции. За домом Макриянниса постоянно следили. Таким образом, инициативу взял на себя Каллергис, он срочно созвал военных по казармам и двинулся с ними к Королевскому дворцу, одновременно он отдал приказ освободить узников Медресе. Капитан Схинас, командовавший артиллерией в Афинах, получил приказ подавить восстание, но в итоге решил сам присоединиться к повстанцам. Прибыв в Королевский дворец, военные начали выкрикивать «Да здравствует Конституция!»
Оттон больше не мог тянуть, принял требования восставших и в марте 1844 года предоставил конституцию; фактически Государственный совет Греции уже составлял конституцию в ожидания попытки переворота. Король Оттон пригласил Андреаса Метаксаса сформировать и возглавить правительство страны, а также уполномочил его созвать Национальное собрание, что и состоялось 10 ноября 1844 года в здании Старого парламента. С того же времени площадь перед тогдашним Королевским дворцом стали называть площадью Синтагматос (Конституции).